# Distretto di Lancones
Il distretto di Lancones è uno degli otto distretti della provincia di Sullana, in Perù. Si trova nella regione di Piura e si estende su una superficie di 2.189,35 chilometri quadrati.

Istituito il 3 dicembre 1917, ha per capitale la città di Lancones; nel censimento 2005 si contava una popolazione di 13.302 unità.